# Phim hành động Hồng Kông
Phim hành động Hồng Kông (giản thể: 香港动作电影; phồn thể: 香港動作電影; bính âm: Xiāng gǎng dòng zuò diàn yǐng; Việt bính: Hoeng1 gong2 dung6 zok3 din6 jing2; Hán-Việt: Hương Cảng động tác điện ảnh) là tiền đề chính đưa ngành công nghiệp điện ảnh Hồng Kông trở nên nổi tiếng trên phạm vi toàn cầu.
Phim hành động Hồng Kông đạt đỉnh từ thập niên 70 đến thập niên 90 của thế kỷ 20. Những năm 1970 chứng kiến sự hồi sinh của dòng phim kung fu với sự nổi lên và ra đi đột ngột của Lý Tiểu Long. Đến thập niên 1980 thì có Thành Long kế tục, với sự truyền bá việc sử dụng yếu tố hài hước, các trò mạo hiểm và bối cảnh đô thị hiện đại trong các bộ phim hành động. Ngoài ra còn có Lý Liên Kiệt với các thế võ wushu đích thực đã thu hút cả khán giả phương Đông lẫn phương Tây. Tác phẩm cách tân của các đạo diễn và nhà sản xuất phim như Từ Khắc và Ngô Vũ Sâm đã bổ sung thêm sự đa dạng với các thể loại như phim xã hội đen và phim bắn súng, lấy đề tài về Hội Tam Hoàng.

## Ảnh hưởng tại phương Tây

### Ảnh hưởng của phim xã hội đen
Thể loại phim xã hội đen Hồng Kông có tác động đáng kể lên nền điện ảnh thế giới, đặc biệt là tại Hollywood.